# Anthogorgia ochracea
Anthogorgia ochracea är en korallart som beskrevs av Manfred Grasshoff 1999. Anthogorgia ochracea ingår i släktet Anthogorgia och familjen Acanthogorgiidae. Inga underarter finns listade i Catalogue of Life.